# Manufacture Baumann
 (décembre 2024).
 (décembre 2024).
La Manufacture Baumann ou Chaiserie Baumann était une entreprise de fabrication de mobilier. Elle a été une des entreprises les plus en vue sur le marché de la chaise au xxe siècle.[réf. nécessaire]
Créée en 1901 par le Suisse Émile Baumann, elle fabriquait des chaises pour enfants à Colombier-Fontaine. Il y a fortement développé la technique du bois courbé.
Dirigée un temps par le fils Walter Baumann, elle connut son apogée dans les années 1970 avec plus de 700 employés.
L’entreprise s'était diversifiée en fabriquant des chaises pour bistrots célèbres, dites chaises « Baumann », d'un design particulier.
Elle est aussi connue pour avoir produit des voiturettes pour enfants nommées « charette », des porte-manteaux, des guéridons complétèrent la collection.
Renommée « La Compagnie des Sièges » en 2000 et n’ayant plus que trente-cinq salariés, l'entreprise fut fermée en 2003 à la suite de difficultés économiques.
Un musée sur cette entreprise et les chaises produites était en projet depuis 2012, mais semble ne pouvoir se concrétiser.
En tant que jalon historique du design, les chaises Baumann sont recherchées par les collectionneurs[réf. nécessaire].

## Histoire

### Origine et création
En 1901, Émile Baumann, industriel suisse originaire d’Horgen, reprend une petite usine de meubles située au nord-est du village d’Étouvans sur la commune de Colombier-Fontaine, en bordure du canal du Rhône au Rhin et de la voie ferrée Besançon-Strasbourg. Ce site avait connu plusieurs utilisations depuis 1838 : d’abord une tuilerie, puis une saboterie, avant d'être transformé en fabrique de meubles par les associés Vermot et Flotta. L’usine passe ensuite entre les mains de divers propriétaires avant qu’Émile Baumann n’en prenne la direction en 1901. Ce choix d’implantation est guidé par la proximité des forêts, du fleuve et de la voie de chemin de fer.
L’entreprise commence par exploiter un brevet de chaise transformable pour enfants, utilisant principalement des bois locaux tels que le hêtre et le bouleau. En 1903, Walter Baumann succède à son père et diversifie la production, notamment avec un modèle de voiture pliante pour enfants.

### Développement et innovations
Entre 1905 et 1908, l’usine est modernisée avec la construction de plusieurs installations, dont un séchoir, un atelier de fabrication de chaises et des locaux techniques. L’utilisation du bois courbé devient un pilier de la production à la fin de cette décennie, grâce à des procédés tels que le pliage après étuvage et l’utilisation de contreplaqué.
La société se spécialise dans la fabrication de chaises, fauteuils, porte-manteaux, rocking-chairs, ainsi que de meubles pour enfants et articles de puériculture. L’usine connaît une expansion rapide avec des agrandissements réguliers jusqu'en 1912, et une nouvelle machine à vapeur est installée en 1909.

### Première Guerre mondiale et essor
Pendant la Première Guerre mondiale, l’usine produit du mobilier pour l’armée. Après la guerre, elle poursuit son développement avec l’ajout de nouveaux ateliers et espaces de stockage entre 1918 et 1920. En 1926, l’usine est équipée d’un atelier de vernissage, et en 1929, une scierie et un atelier de débitage sont annexés, bien que ces derniers soient détruits par un incendie en 1931.
Durant les années 1920, Baumann étend son influence à l’international avec l’ouverture de bureaux de vente en France et à l’étranger, ciblant des clients dans les secteurs de la restauration, de l’hôtellerie et de l’administration.

### Innovations et modernisation (1950-1970)
Les années 1950 marquent un tournant avec l’adoption de la technique du contreplaqué moulé, pour laquelle un atelier est inauguré en 1957. Cette décennie voit également l’extension des installations.
Dans les années 1960, la production atteint 500 000 pièces par an, dont une majorité de sièges d’ameublement. À son apogée, l’usine emploie près de 500 personnes et couvre une superficie de 7 hectares.

### Déclin et fermeture
Dans les années 1980, malgré une gamme élargie de produits et un catalogue référençant jusqu’à 250 modèles de chaises et de tables, les effectifs diminuent à 450 employés. En 1991, la famille Baumann vend l’entreprise à la société financière EDI, qui réduit fortement la main-d’œuvre. Après un rachat par la société Sokoa en 1993, l’activité continue de décliner.
En 2000, l’entreprise dépose le bilan et est reprise sous le nom de Compagnie des Sièges avec seulement 35 employés. L’usine ferme définitivement ses portes en décembre 2003, et la plupart des bâtiments sont démolis en 2008, à l’exception d’un atelier datant du début du XXe siècle.